# Helluoherpia
Helluoherpia is een geslacht van wormmollusken uit de  familie van de Dondersiidae.

## Soort
- Helluoherpia aegiri Handl & Büchinger, 1996